# Alluaudomyia finitima
Alluaudomyia finitima är en tvåvingeart som beskrevs av Sinha, Mazumdar och Chaudhuri 2005. Alluaudomyia finitima ingår i släktet Alluaudomyia och familjen svidknott. Inga underarter finns listade i Catalogue of Life.